# Amphigyra alabamensis
Amphigyra alabamensis је пуж из реда Hygrophila и фамилије Planorbidae. 

## Угроженост
Ова врста је изумрла, што значи да нису познати живи примерци.

## Распрострањење
Ареал врсте је био ограничен на једну државу. 
Сједињене Америчке Државе су биле једино познато природно станиште врсте, тачније држава Алабама.

## Станиште
Ранија станишта врсте су била слатководна подручја. 